# Ace Ventura
Ace Ventura este un personaj fictiv, creat de scenariștii Jack Bernstein, Tom Shadyac și Steve Oedekerk. Ace a fost interpretat de Jim Carrey în filmele Ace Ventura: detectivu' lu' pește (lansat în 1994) și Ace Ventura: Un nebun în Africa (lansat în 1995) Vocea sa a fost interpretată de Michael Daingerfield (creditat ca Michael Hall) în serialul animat de televiziune.

## Biografie
Ace este un detectiv privat din Miami, specializat în găsirea animalelor dispărute, despre care se spune că este fiul lui Ron Ventura și descendent al lui "Ernest Ventura Shackleton" și "Jacques Ventura Costeau". Nu se știe dacă serialul animat de televiziune este în legătură cu filmele, dar dacă există vreo legătură atunci evenimentele din serial sunt anterioare celor din film pentru că singurul animal de companie al său care apare în serial este maimuța capucin, Spike. În cel de-al doilea film, Ace se retrage în monahism, după eșuarea unei încercări de salvare a unui raton; el este chemat pentru a investiga dispariția unui animal sacru. Prin evenimentele portretizate în Ace Ventura, Jr. se stabilește că Ace a dispărut undeva în Triunghiul Bermudelor și nu apare deloc în film.

## Dezvoltare
Bernstein a vrut să facă o versiune comică a lui Sherlock Holmes și, atunci când s-a uitat la secvența Stupid Pet Tricks din Late Night With David Letterman, a avut ideea de a realiza un detectiv de animale.

## Personalitate
Ace Ventura este un auto-intitulat "detectiv de animale" excentric care și-a părăsit serviciul din poliție pentru a se concentra pe găsirea animalelor dispărute. Ca și alți detectivi fictivi, el este remarcabil prin puterile sale de observație și de deducție extraordinare, și cel puțin într-o ocazie, el a reușit să scape de a fi împușcat prin prinderea unui glonț între dinți.
Excentricitățile lui Ventura includ vulgaritatea lui persistentă și comportamentul extrem de viu colorat, dar el este, totuși, un detectiv dedicat, condus de o iubire insațiabilă a aniamlelor și de o dorință de a le proteja de maltratarea umană. În Ace Ventura Jr: Pet Detective, se presupune că abilitățile sale, personalitatea și aspectul sunt ereditare. Deși Ace este un iubitor de animale, al doilea film îi dezvăluie o chiroptofobie profundă.
În cele mai multe apariții, Ace poartă de obicei, o cămașă Aloha descheiată peste un tricou alb, cu pantaloni cu dungi roșii și negre și cizme negre de luptă. El trăiește într-un apartament alături de diferite animale, care se ascund toate de proprietar, domnul Schickadance, în absența acestuia.

## Apariție înThe Mask: The Animated Series
În episoadele "The Aceman Cometh/Have Mask, Will Travel" sau The Mask: The animated series, atunci când Milo, câinele de companie al lui Stanley Ipkiss, a fost furat de Dr. Pretorius, Ipkiss îl cheamă pe Ace în ajutor. Ipkiss/Masca și Ace Ventura au fost versiunile animate ale personajelor interpretate de Jim Carrey însuși. Ace poartă mai târziu din întâmplare masca pe fund, care presupune că este un chip asemănător cu al său și capătă capacitatea de a vorbi, sugerând o glumă apărută în filmul original de a vorbi în timp ce arată fundul ascultătorilor.

## Recepție
Ace a fost clasat pe locul 60 în lista celor mai mari personaje din filme realizată în noiembrie 2008 de Empire Magazine. Cyborg Franky din anime și manga japoneze One Piece este inspirat din acest personaj.